# سیارک ۴۱۳۶
سیارک ۴۱۳۶ (به انگلیسی: 4136 Artmane، نامگذاری:1968FJ) چهار هزار و صد و سی و ششمین سیارک کشف شده‌است که در ۲۸ مارس ۱۹۶۸ کشف شد.
قدر مطلق سیارک برابر ۱۳٫۴۰ است.